# Bulbophyllum cyclophoroides
Bulbophyllum cyclophoroides là một loài phong lan thuộc chi Bulbophyllum.